# Franco Sivetti
Franco Nicolàs Sivetti (General Madariaga, 30 maggio 1998) è un calciatore argentino, centrocampista del Gimnasia (S).

## Caratteristiche tecniche
È un centrocampista centrale.

## Carriera

### Club
Cresciuto nel settore giovanile dell'Estudiantes (LP), ha esordito in prima squadra il 9 ottobre 2018 in occasione dell'incontro di campionato perso 1-0 contro il Tigre.